# 189P/NEAT
Комета NEAT 10 (189P/NEAT) — короткопериодическая комета из семейства Юпитера, которая была обнаружена 30 июля 2002 года американскими астрономами S. Pravdo и Кеннетом Лоуренсом, на фотоснимках, полученных в рамках проекта NEAT. Она была описана как диффузный объект 17,2 m звёздной величины с комой в 6 " угловых секунд в поперечнике и конденсацией в центре, а также небольшим хвостом длиною в 12" угловых секунд. Комета обладает одним из самых коротких периодов обращения вокруг Солнца среди комет — чуть менее 5,0 лет.

Орбита кометы NEAT 10 и её положение в Солнечной системе

## Сближения с планетами
Характерной особенностью данной кометы являются частые сближения кометы с нашей планетой. Так в XX веке имело место пять сближений кометы с Землёй и одно с Юпитером, а в XXI веке таких сближений ожидается уже шесть и одно с Юпитером. Причём практически все из них приходятся на одни и те же летние месяцы — июнь и июль. 
- 0,45 а. е. от Земли 13 июля 1926 года;
- 0,87 а. е. от Юпитера 6 ноября 1954 года;
- 0,37 а. е. от Земли 30 июня 1977 года;
- 0,22 а. е. от Земли 9 июля 1982 года;
- 0,42 а. е. от Земли 18 июля 1987 года;
- 0,47 а. е. от Земли 28 июля 1997 года;
- 0,31 а. е. от Земли 20 июля 2002 года;
- 0,20 а. е. от Земли 13 июля 2007 года;
- 0,17 а. е. от Земли 9 июля 2012 года;
- 0,36 а. е. от Земли 17 июля 2017 года;
- 0,82 а. е. от Юпитера 30 сентября 2049 года;
- 0,49 а. е. от Земли 30 июня 2073 года:
- 0,43 а. е. от Земли 16 июля 2078 года.